# Prince Vladimir (film)
Pour plus de détails, voir Fiche technique et Distribution.
Prince Vladimir (Кня́зь Влади́мир, Knyaz Vladimir) est un long métrage d'animation russe, sorti le 21 février 2006. Le dessin animé raconte une version fictive et fabuleuse de l'histoire du prince Vladimir le Soleil Rouge. Le film a été tourné par la société cinématographique Paradise, le studio Solnechny Dom-DM, Channel One et la société Kaskad-Film avec le soutien de Roskomkino.

## Synopsis
Il y a longtemps, lorsque les sages sorciers enseignaient en Russie, trois frères régnaient : le prince Yaropolk, à Kiev, le prince Oleg dans les terres de Drevlyansk, et Vladimir à Novgorod. Les frères vivaient dans la paix et l'harmonie jusqu'au jour où l'un des disciples-sorciers conçut des actes noirs. Saisi par une soif de pouvoir, il tue son vieux professeur sorcier et vole son bâton  - un attribut de force.
Mourant, le professeur a attribue à l'élève le surnom de Krivzha. Krivzha conclut un accord avec le Pecheneg Khan Kurei, lui proposant de voler et de brûler des villages russes, provoquant la panique et sapant dans l'ombre et à couvert - l'autorité du pouvoir des princes.
Un simple garçon du village, Aleksha, devient un témoin involontaire de la rencontre entre Krivzha et Kurya (alias Khan Kurei). Aleksha rencontre également le prince Vladimir par hasard, qui lui suggère de rejoindre son équipage. Mais le garçon, en tant que témoin gênant, est vendu comme esclave à Giyar, le fils du khan.
Profitant de l'absence de Vladimir et son armée, combattant sur les terres de Byzance, Krivzha sème la confusion : calomniant Laropolk d'être l'assassin de son jeune frère : le prince Oleg.
Yaropolk envoie à Vladimir une lettre sur la mort d'Oleg et la trahison de Krivzha, mais celui-ci, se transformant en ours, tue le messager et détruit la lettre. Fatigué des cambriolages et des campagnes de braquages, Vladimir retourne dans son pays natal, juste à temps pour la célébration de Maslenitsa. Krivzha, s'invitant à la fête, apporte la discorde entre les frères-princes, présentant une fausse lettre d'alliance entre Yaropolk et Kurya, qu'il a lui-même rédigée. Bientôt, à l'instigation de Krivzha, le prince Novgorodsky décide de marcher sur Kyiv contre son frère Yaropolk.

## Contexte historique
Le film raconte des événements réels en Russie sous une forme romancée au Xe siècle. Bien que le script contienne de nombreux personnages réels, tels que Dobrynya, Khan Kurya et le Varègue Olaf Tryggvason, certains événements ont été modifiés ou omis. Le film est largement basé sur l'image épique du prince Vladimir et de son époque. Les conquêtes de Vladimir et de son équipe sont présentes dans le film, mais elles sont montrées brièvement et sans détails. La première épouse de Vladimir, Rogneda, est également absente du film et ne mentionne pas les campagnes agressives du prince Yaropolk, qui est présenté comme un personnage purement positif. L'adoption de Svyatopolk par Vladimir a été manquée. L'invasion des Pechenegs, qui apparaissent dans le film comme la principale force hostile, a été déplacée à une période antérieure.
Le dessin animé est largement basé sur l'image épique du prince Vladimir et de son époque, plutôt que sur la vraie. L'image de Vladimir est montrée dans son ensemble, positive, quoique plus passive que son véritable prototype. Décisions radicales - renversement de son frère, passage au christianisme - Vladimir agit sous l'influence de personnages secondaires, pour la plupart fictifs - le prêtre de Krivzha, le garçon Aleksha. L'image de Dobrynya Nikitich, le voïvode et mentor principal du prince, est plus proche de l'historique que de l'épopée.

Le christianisme joue un rôle important dans le film, l'un des personnages principaux du dessin animé, Aleksha, est converti (et lui, à son tour, incline d'autres personnages vers lui). À cause de cela, le film a été accusé de propagande religieuse. Cependant, le paganisme est généralement montré positivement : les dieux païens refusent d'accepter un sacrifice du méchant Krivzha, et viennent en aide à Boyan, qui est en difficulté. Le réalisateur Yuri Kulakov a déclaré qu'il voulait montrer le côté positif du paganisme, à savoir : 

« ...ces débuts qui aideront plus tard les Russes à devenir chrétiens. La vision païenne du monde dans ses meilleures manifestations voyait Dieu partout: dans le ciel, dans la pierre et dans un arbre... »

— Yuri Kulakov dans une interview avec le portail Blagovest
Les dieux, la sorcellerie et les transformations sont des éléments présents dans le film et coexistent avec des événements et des personnages historiques, soulignant la nature épique de l'histoire.

## Fiche technique
- Titre : Prince Vladimir
- Titre original : Кня́зь Влади́мир / Knyaz Vladimir
- Réalisation :  Iouri Koulakov
- Scénario : Iouri Batanine, Andreï Dobrounov, Iouri Koulakov
- Musique : Sergueï Starostine
- Production :
- Budget : 5 000 000 $
- Pays d'origine : Russie
- Langue : russe
- Format :
- Genre : Animation et fantastique
- Durée : 78 minutes
- Date de sortie : 23 février 2006

## Distribution

### Voix originales
- Iouri Berkoune : Kurya
- Irina Bezroukova : Anna
- Sergueï Bezroukov : Knyaz Vladimir
- Vladimir Gostyukhin : Olaf
- Thomas Schlecker : Aleksey
- Vladimir Antonik : l’empereur Basile II
- Dmitri Nazarov : Dobrynia
- Lev Dourov : Boïane
- Nikolaï Rastorguev junior : Prince Giyar
- Aleksandr Barinov : Krivzha
- Elisa Martirossova : Olga, fille de Dobrynia
- Anna Kamenkova : Olga de Kiev, mère de Sviatoslav Ier
- Anatoli Bely : Iaropolk Ier
- Igor Yassoulovitch : volkhve

## Origines et production
Le film raconte de manière romancée les événements réels qui se sont déroulés au Xe siècle dans l'ancienne Rus' de Kiev. Bien que dans le scénario, on retrouve de nombreux personnages ayant existé, comme le Varègue historique Olaf Tryggvason, les faits réels ont été adaptés ou manquent. Le film est fondé en grande partie sur l'image du prince Vladimir et de son époque.

## Musique
"Prince Vladimir"  est la bande originale du dessin animé "Prince Vladimir", sorti en 2006.
Les interprètes des chansons de l'album étaient : Alena Tretyakova, Inna Zhelannaya, le groupe Lyube, Natalya Knyazhinskaya et Olga Zhuravleva. La musique des chansons a été interprétée, ainsi que leur arrangement : le groupe Vir-vir, Sergey Starostin, Igor Zhuravlev, Sergey Kalachev (avec la participation de Kaigal-Oola Khovalyg, Andrey Moigush, Alexey Saryglar, Alexey Mekhnetsov, Arkady Shilkloper, Vladimir Volkov, Svyatoslav Kurashov, Boris Efremov, Andrey Senin, Igor Javad-Zade, Yerzhan Alimbetov, Sergey Klevensky, Vladimir Zharko, Inna Zhelannaya. Groupe folklorique "Veretenets" sous la direction d'Elena Krasnopevtseva. Ensemble de cosaques dirigé par Vladimir Skuntsev. Ensemble de musique russe ancienne "Sirin" sous la direction d'Andrey Kotov. Groupe folklorique "Fête populaire". Ensemble de chambre "Caprice" sous la direction d'Anton Brezhestovsky.). Nikolai Orsa et Dmitry Batyzhev sont devenus des ingénieurs du son pour enregistrer et mixer de la musique. L'album a été produit par Sergei Starostin. L'enregistrement de la musique et des chansons a eu lieu dans le "Studio de Vladimir Osinsky".

## Caractéristiques artistiques
Le dessin animé a été développé sur la base de l'animation dessinée à la main classique des années 1960 et 1970,puis est venue s'ajouter l'animation par ordinateur, uniquement pour de petits fragments du film et des effets spéciaux. Le dessin animé a subi des modifications techniques et de croquis au cours de son travail, puisque le film a été développé depuis 1999, en tenant compte des anciennes pratiques du travail d'animation de l'époque de l'URSS.. Après le début du travail sur le dessin animé, les personnages et le film lui-même dans son ensemble ont été soumis à des changements avec l'émergence des nouvelles technologies.